# Nave Espacial de Varginha
La Nave Espacial de Varginha es el nombre que recibe una estructura que consiste en una torre de agua de 20 metros de altura que funciona como un depósito de líquido, en forma de disco en la localidad de Varginha, en el estado de Minas Gerais, en el país sudamericano de Brasil. La torre fue construida en 2001 y recibió su nombre de "Nave Espacial de Varginha" como una reminiscencia del conocido incidente ovni de Varginha, un supuesto aterrizaje de un OVNI, que habría tenido lugar el 20 de enero de 1996. Se ha convertido en una atracción turística además.